# Hans Willem van Aylva van Pallandt
Hans Willem van Aylva baron van Pallandt, heer van Waardenburg en Neerijnen, (Den Haag, 20 mei 1804 – aldaar, 20 april 1881) was een Nederlands politicus.

## Loopbaan
Hij werd door een rijke erfenis een zeer gefortuneerde Gelderse edelman, die in de Eerste Kamer tot de getrouwen van de koning behoorde. Van 18 mei 1826 tot 20 april 1881 was hij kamerheer van de koningen Willem I, II en III.
In 1840 werd hij lid van de Dubbele Kamer die de Grondwetsherziening behandelde. Hij was vóór 1848 nog gematigd liberaal, maar nadien zeer conservatief. Hij was korte tijd lid van de Raad van State en in 1848 werd hij benoemd tot Eerste Kamerlid. Hij was de zoon van minister F.W.F.Th. van Pallandt van Keppel. Hij woonde op kasteel Neerijnen, en bezat daarnaast het buiten Klein Vaartzicht in het Friese Oudwoude.

## Familie
Van Pallandt trouwde op 17 juni 1825 te Kollum met Constantia Catharina Wilhelmina van Scheltinga (1804-1890). Zij was een dochter van Martinus van Scheltinga (1744-1820).
- Biografisch Portaal: 08395882
- Digitale Bibliotheek voor de Nederlandse Letteren: pall033
- Parlement.com: vg09lkxkwpt1